# Второе солнце
«Второ́е со́лнце» — дебютный полнометражный художественный фильм драматурга и режиссёра Рината Ташимова, этносказка, включающая несколько новелл из жизни современной сибирской татарской деревни. Картина снята на киностудии «29 февраля» при финансовой поддержке Министерства Культуры РФ. Премьера состоялась на XXIX Выборгском кинофестивале «Окно в Европу» 28 августа 2021 года.

## Сюжет
Сказки и были из жизни двух поколений татарской деревни в сибирской глухомани, где реальная жизнь переплетается с неискоренимым язычеством.
 Недавно потерявшие мужей Латифа и Месавара пытаются разобраться как жить в одиночестве.

## История создания
Дебютный проект Рината Ташимова, бывшего на тот момент актёром Коляда-театра и режиссёром нескольких спектаклей в Центре современной драматургии, был запущен в 2018 году и имел рабочее название «Латифа́». Сценарий был основан на его собственных историях и воспоминаниях детства, нашедших отражение в его пьесах: «Шайтан-озеро», «Пещерные мамы» и «Катифа».
Алексей Федорченко (российский кинорежиссёр, продюсер кинокомпании «29 февраля») курировал написание сценария, направлял так сказать и подстраховывал. Создавали из разных сюжетов моих пьес, в фильме многие линии не узнать, что это какая-то конкретная моя пьеса, очень по-другому всё.— Р. Ташимов, «Пульс Live» март 2020
К исполнению основных ролей режиссёром были привлечены актёры Коляда-театра. Долго шёл поиск на возрастные роли четырёх старух, пробовались актрисы из разных мест, но в результате были утверждены Тамара Зимина, Марина Гапченко, Любовь Ворожцова и Любовь Теплова, сотрудничавшие с Ташимовым в спектаклях и театральных читках прежде. 
Зимина — вообще моя муза, я в каждой из своих пьес обязательно пишу для неё роль. Собственно, и в фильме ей досталась роль, которую я написал в пьесе для неё изначально.— Р. Ташимов, «Вечерний Омск» 22 августа 2019
Остальные роли исполнили артисты разных екатеринбуржских театров. Съёмки проходили с конца июня по начало августа 2019 года в деревнях Свердловской области и главным образом в деревне Катышка в 70 километрах от Екатеринбурга.
К маю 2020 года фильм был почти готов, но из-за начавшейся пандемии его выход был пролонгирован.

## В ролях
- Василина Маковцева — Латифа
- Татьяна Бунькова — Месавара
- Константин Итунин — Эльдар
- Гюльнара Гимадутдинова — Изаура
- Сергей Колесов — Акрам
- Юрий Сысоев — Салим
- Олег Ягодин — Ган
- Светлана Баженова — Венера
- Ринат Ташимов — Марат
- Марина Гапченко — Старуха 1
- Любовь Теплова — Старуха 2
- Тамара Зимина — Старуха 3
- Любовь Ворожцова — Старуха 4
- Светлана Колесова — Газизиха
- Сергей Фёдоров — мулла
- Юлия Беспалова — экскурсовод
- Татьяна Савина — сумасшедшая
- Игорь Кожевин — мотоциклист

## Съёмочная группа
- Автор сценария и режиссёр: Ринат Ташимов
- Оператор-постановщик: Иван Жданов
- Художник-постановщик: Алексей Максимов
- Композитор: Дмитрий Лобанов
- Продюсеры: Дмитрий Воробьёв, Алексей Федорченко
- Звукорежиссёр: Тимофей Шестаков
- Монтажёр: Алёна Тремазова

## Призы
- Спецприз жюри XXIX Выборгского кинофестиваля «Окно в Европу» — «За многообещающий восход» (2021)[11][12]
- Гран-при V Международного кинофестиваля стран Арктики Arctic open (2021) — «За лучший полнометражный фильм»[13][9]

## Критика
Вадим Рутковский увидел в ленте Ташимова густую фолк-роковую легенду, замешанную на мистике:

Не все главы этой мифологической летописи равноценны, с рожами Итунина — в смысле, некоторой театральной утрированностью — иногда перебор, но вообще отраднейший дебют: придумывает пёстрый новый мир с нуля, пляшет под кочевыми звёздами, не стесняется ни ржать, ни рыдать.
Фолк-ураган Ташимова без крепких выражений был бы невозможен — и он заменяет запрещённый да и попросту банальный мат на своё, уникальное ругательство: «Иди на́ холм».
— Вадим Рутковский, «CoolConnections» 30 августа 2021
У Гульназ Давлетшиной причудливые события картины вызвали ощущение нереальности, помешав оценить её достоинства:

Переплетая местные обычаи и национальный колорит, режиссёр создаёт абсолютно абсурдное кино. История, разделённая на несколько глав, в ходе которых жизни жителей маленькой деревушки тесно переплетаются, но ничего важного так и не происходит, остаётся где-то на полуслове.
— Гульназ Давлетшина, «Киноафиша» 30 августа 2021
Фильм был оценён Егором Москвитиным как добрая провинциальная сказка:

«Второе солнце» гораздо ближе не к кличам и плачам про жизнь в русской глубинке, а к раннему Кустурице, умевшему отчаянно отмечать жизнь при любом бюджете на праздник. И к романам и рассказам Милорада Павича, которые доказывают: обыденное, если описывать его необычными словами, станет необычным.
— Егор Москвитин, «Афиша Daily» 2 сентября 2021
Ольга Галицкая отметила отменный актёрский ансамбль картины:

…режиссер поразил сказками и былью из жизни татарской деревни в сибирской глухомани. Его «Второе солнце» сияет лучами талантливой буйной фантазии, подлинной самобытностью и необыкновенными актёрами легендарного уже «Коляда-Театра».
— Ольга Галицкая, «Независимая газета» 3 сентября 2021
Фестивальной критикой в Выборге было подмечено, что созданный на екатеринбуржской студии Алексея Федорченко фильм получился «абсолютно в стиле Федорченко», хотя о буквальном копировании речи не идёт. Ташимовым снят причудливый, в сказочной манере, но вполне самобытный фильм.
Увидевший картину на фестивале Arctic Open Юсуп Разыков признался, что был изумлён некоторыми придумками этого необычного фильма-фейерверка: «Вызывает восхищение кадр, когда наполовину затонувшая изба плывёт по реке. Это довольно сложно реализовать и так вплести невзначай, не преподнося как собственный подвиг. Это признак высокого дарования».

## Комментарии
1. ↑  Задумка о переводе собственных пьес на язык кино пришла Ташимову в то время, когда он был главным режиссёром ЦСД в Екатеринбурге[3].
2. ↑  Постановка по пьесе «Пещерные мамы» уже была им осуществлена на сцене екатеринбуржского ЦСД в 2014 году[6].